# Sindrome di Fregoli
La sindrome d'illusione o delirio di Fregoli, anche nota come fregolismo, è una rara malattia psichiatrica con presenza di delirio di trasformazione somatica, in cui avviene da parte del paziente il riconoscimento di persone non conosciute oppure sovviene allo stesso l'idea che le persone conosciute modifichino il proprio aspetto per non essere riconosciute. In questa sindrome, il malato ritiene di essere ricorrentemente perseguitato da un individuo, che lo affianca sostituendosi ad altre persone. L'individuo persecutore è sempre lo stesso soggetto e questo la differenzia dalla sindrome di Capgras, dove sono presenti diversi soggetti persecutori; entrambe fanno parte del gruppo delle "sindromi deliranti da misidentificazione" (delusional misidentification syndromes).

## Etimologia
Il termine è stato ideato nel 1927 da Courbon e Fail riferendosi all'attore italiano Leopoldo Fregoli, noto imitatore e trasformista, in relazione al caso di una paziente che riteneva di essere perseguitata dovunque da un'attrice chiamata Robine, in grado di trasformarsi in molti personaggi diversi; costei era consapevole del differente aspetto delle persone con cui interagiva, essendo tuttavia convinta che ciascuno fosse in realtà sempre Robine.

## Epidemiologia
La sua prevalenza non è nota. Uno studio condotto su 144 soggetti che avevano avuto comportamenti violenti immotivati nei confronti di sconosciuti ha portato alla diagnosi di sindrome di Fregoli solo in sei casi.

## Eziopatogenesi
La condizione è stata associata a un'aumentata attività della corteccia peririnale, a differenza della sindrome di Capgras, dove l'attività è ridotta; le due sindromi appaiono antitetiche tra loro, essendo la sindrome di Fregoli associata a un'iperidentificazione e quella di Capgras a un'ipoidentificazione. Appare inoltre correlata soprattutto a disfunzioni dell'emisfero cerebrale sinistro, mentre altre aree coinvolte sembrano essere il giro fusiforme e il giro paraippocampale del sistema limbico.
Tra le ipotesi patogenetiche sono state chiamate in causa disfunzioni del lobo frontale, iperattivazione delle connessioni nervose tra lobo temporale e sistema limbico e alterazioni del potenziale evento-correlato P300.

## Clinica
In un caso descritto da De Pauw, una donna dichiarava che un suo cugino e una sua amica si travestivano per poterla seguire, affermando che: "loro possono cambiare il modo di vestire, di pettinarsi, ma io so chi sono, li riconosco"; parlando di suo cugino, inoltre, asseriva: "lo riconosco sempre, anche se si traveste da persona anziana". La TC effettuata su questa paziente mostrò una lesione a carico della corteccia cerebrale del lobo frontale sinistro e dei lobi temporale e occipitale destri. La sindrome non coinvolge solamente gli esseri umani, ma è stata rilevata anche nei confronti di animali come i cani.
Tale sindrome è spesso correlata ad altre malattie psichiatriche, come la schizofrenia, ad altre malattie, come l'ictus, alla somministrazione di farmaci, come il levodopa, e di sostanze stupefacenti, come l'ecstasy. Può anche coesistere con l'intermetamorfosi, in cui il paziente ritiene che un soggetto possa trasformarsi in un altro. È stata anche rilevata in presenza di prosopagnosia, un disturbo che comporta il mancato riconoscimento dei volti delle persone; tuttavia è regredita fino a scomparire una volta che la prosopagnosia è guarita.
Il comportamento dei pazienti è aggressivo e corredato da minacce verbali. La loro paranoia può condurli anche a provocare lesioni alle persone che li circondano, anche nei confronti del personale sanitario addetto al trattamento della loro condizione.

## Trattamento
Il comportamento aggressivo è la principale problematica a dover essere trattata. È suggerito un approccio psicoterapeutico in cui il curante deve evitare di instillare ulteriori sospetti nel paziente e al contempo convincerlo a verbalizzare la sua rabbia.